# Stadion Miejski (Gdynia)
Das Stadion Miejski ist ein Fußballstadion im Stadtteil Redłowo (deutsch Hochredlau) der polnischen Hafenstadt Gdynia (deutsch Gdingen). Es dient hauptsächlich als Spielstätte der Fußballvereine Arka Gdynia (1. Liga) und Bałtyk Gdynia (3. Fußball-Liga).

## Geschichte
Die alte Spielstätte stammte aus dem Jahr 1938. Nach einem kompletten Umbau von Dezember 2009 bis Januar 2011 in eine moderne Fußballarena mit Steigerung des Platzangebotes von 12.000 auf 15.139 wurde das Stadion am 19. Februar 2011 mit einem Spiel zwischen Arka Gdynia und Beroe Stara Sagora (1:1) aus Bulgarien wiedereröffnet. Der bulgarische Club war Arkas erster Gegner im Europapokal 1979.
Im Juni 2017 war die Fußballarena einer der Austragungsorte der U-21-Fußball-Europameisterschaft. Es fanden drei Gruppenspiele statt.

## Galerie

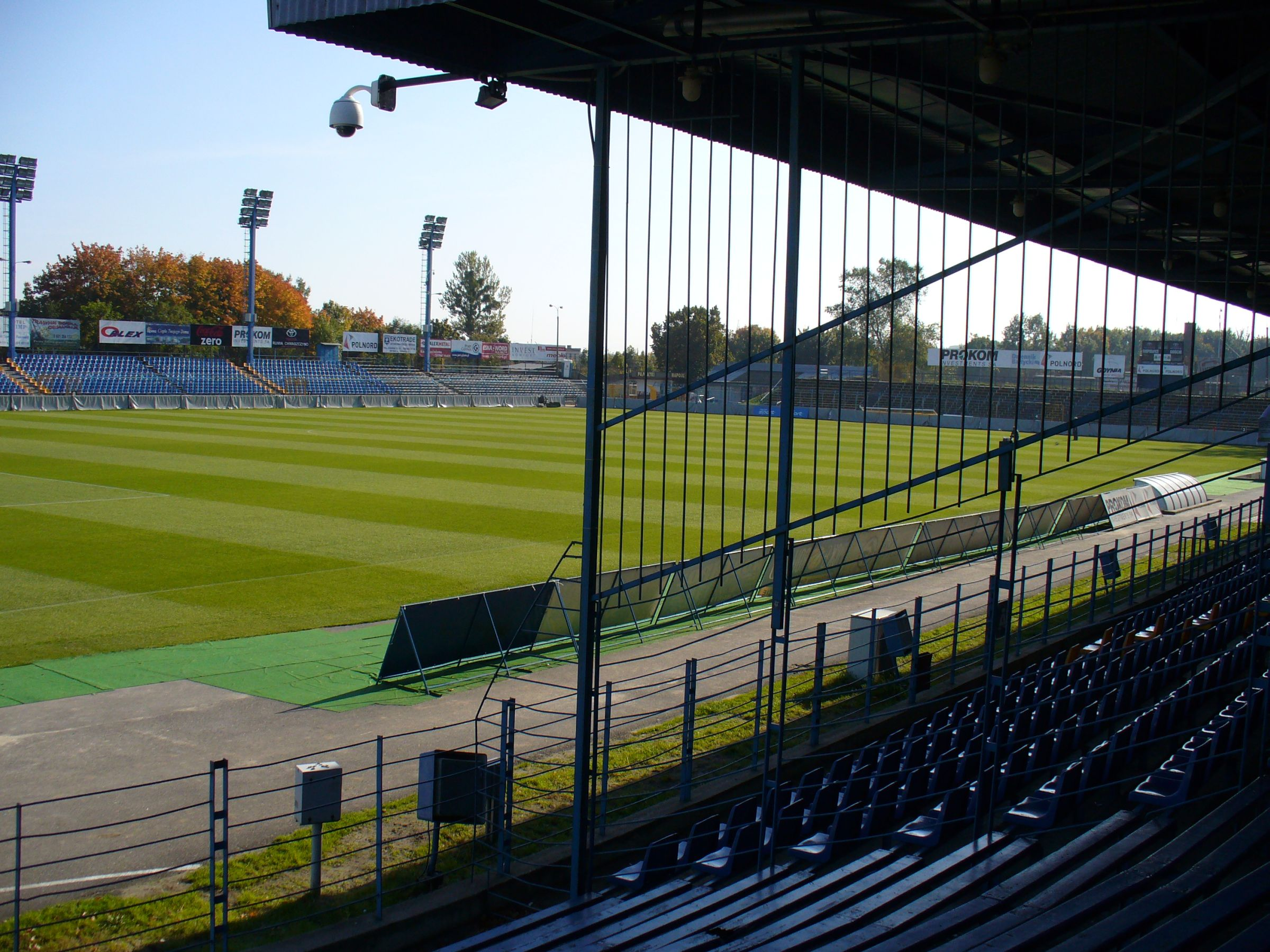
Das alte Stadion (2008)
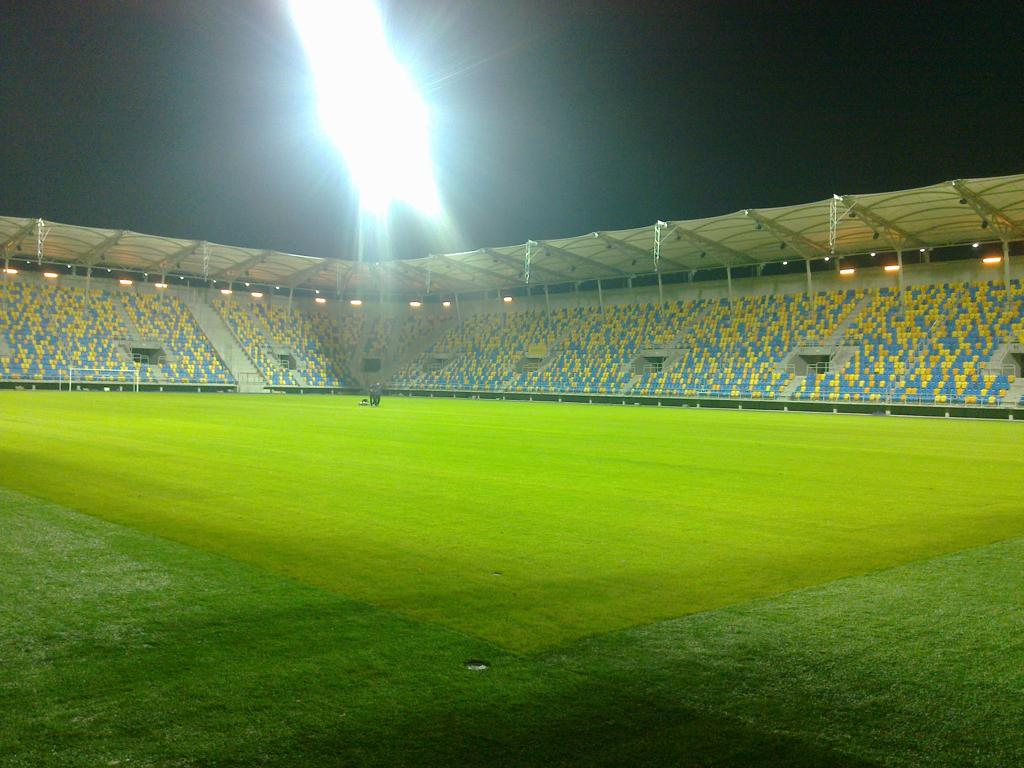
Das Stadion unter Flutlicht (Oktober 2010)
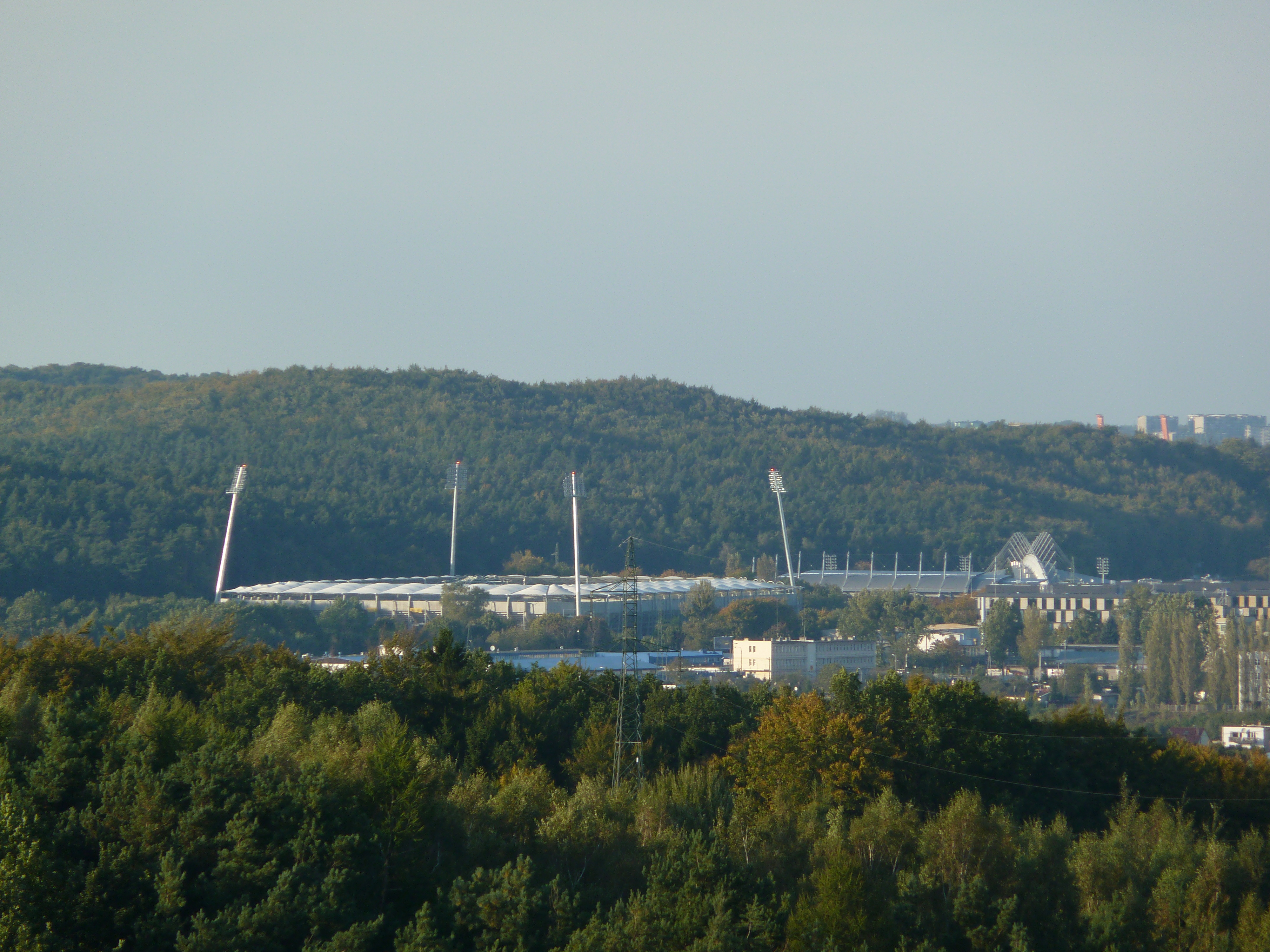
Das neue Stadion (Oktober 2010)
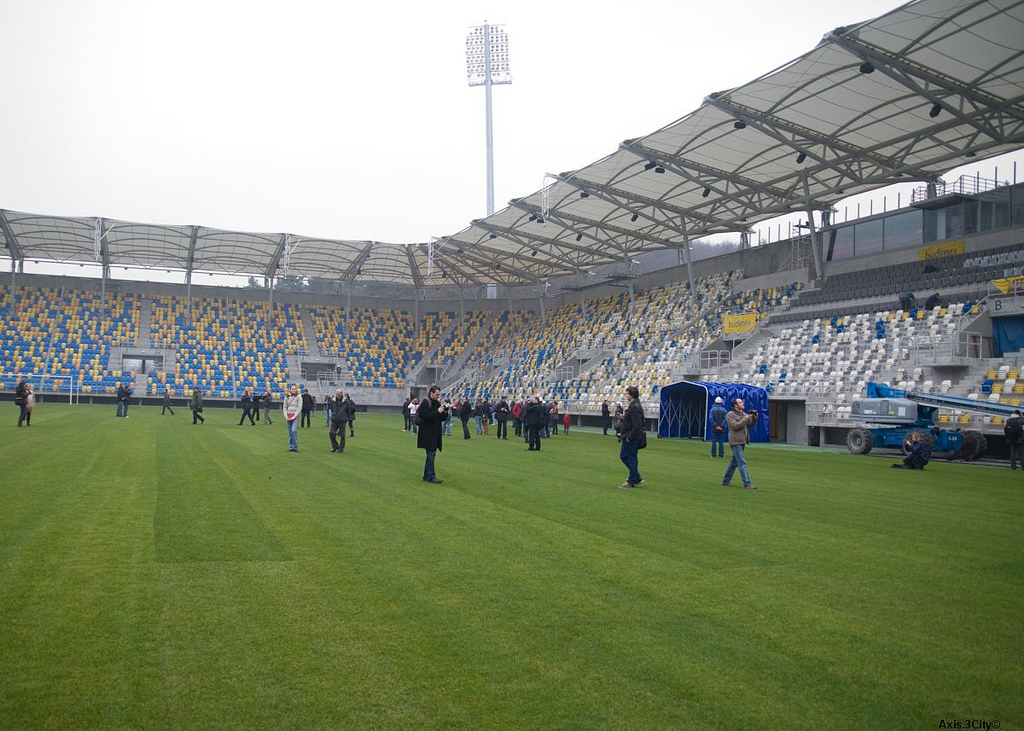
Blick auf die Ränge (November 2010)